# Björn Larsson

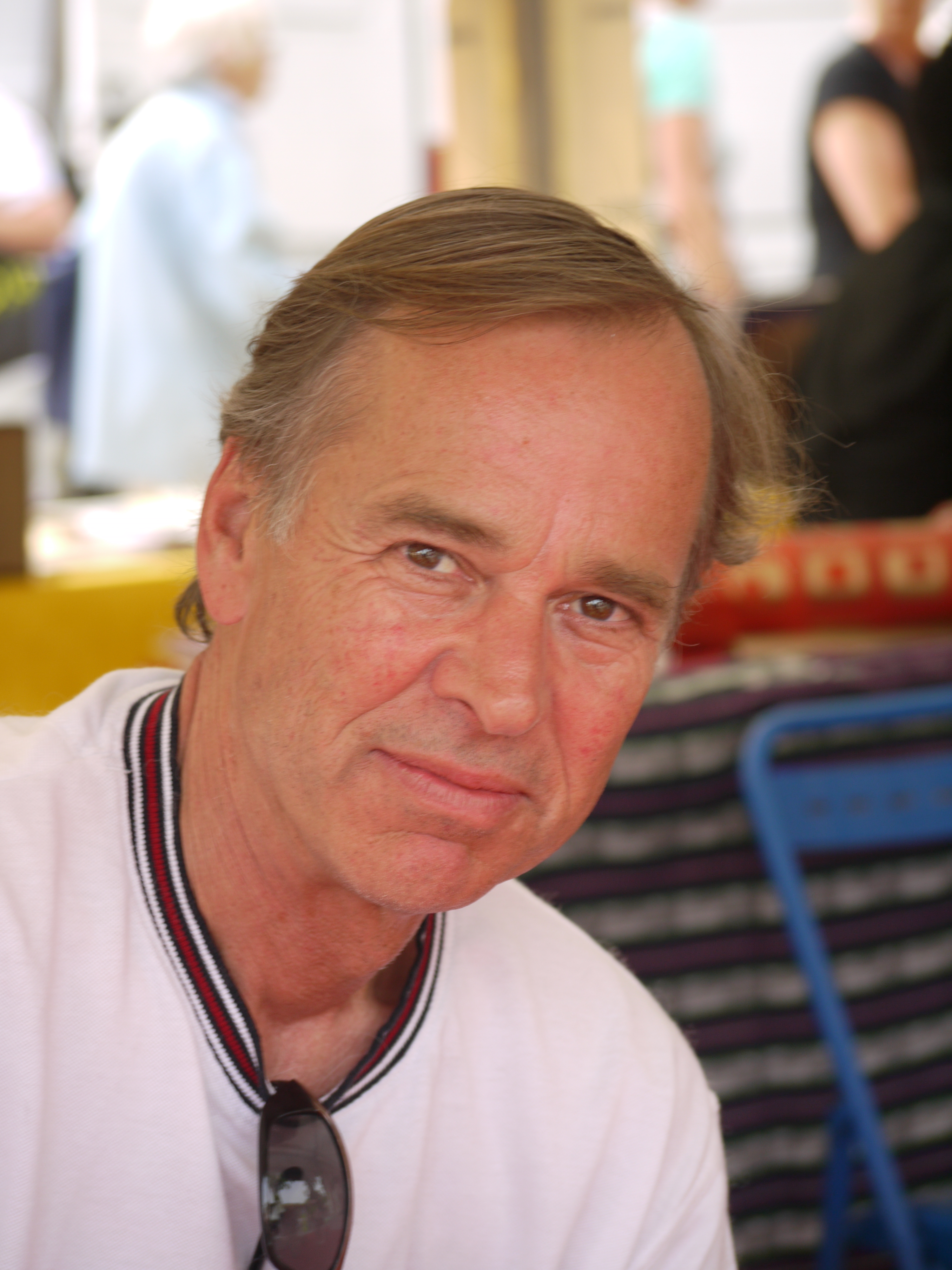
Björn Larsson 2010

Björn Larsson (* 1953 in Jönköping) ist ein schwedischer Schriftsteller und Professor für Französisch.

## Leben
Larsson besuchte die Schule im südschwedischen Jönköping. Der 15-Jährige verbrachte ein Jahr an der Highschool in Arizona. Nach seiner Schulzeit lebte er vier Jahre in Paris, wo er fließend Französisch lernte und sein Fernstudium absolvierte. Er promovierte 1988 über Simone de Beauvoir mit dem Titel: La réception des Mandarins.
Einige Zeit war er Assistent, danach Professor für Französisch an der Universität Lund. Larsson hat zahlreiche wissenschaftliche und technische Werke verfasst, angefangen von einer Abhandlung über den Gebrauch französischer Adjektive bis zu einem Anleitungsbuch fürs Tiefseetauchen. Mit der Schriftstellerei verarbeitet Larsson seine wahre Leidenschaft: das Segeln. In den Sommerferien lebt er auf seinem Segelboot in Dänemark. Seinen Durchbruch als Schriftsteller erreichte Larsson 1995 mit der fiktiven Biographie über die Figur Long John Silver, dem Schiffskoch aus dem Roman Die Schatzinsel von Robert Louis Stevenson.

## Bücher (Auswahl)
- Der Keltische Ring, Verlag Berlin 1991, ISBN 978-3-8270-0244-0
- Long John Silver, Verlag Berlin 1995, ISBN 978-3-8270-0210-5
- Kap Zorn, Goldmann Verlag 2005, ISBN 978-3-442-45800-4
- Träume am Ufer des Meeres, Goldmann Verlag 2001, ISBN 978-3-442-44718-3*
- Was geschah mit Inga Andersson?, Goldmann Verlag 2006, ISBN 978-3-442-46145-5

## Auszeichnungen (Auswahl)
- Prix Médicis étranger 1999
- Premio Boccaccio Europa, 2000,
- Premio Elsa Morante, 2002
- Östrabopriset 2004